# Антиохија Месопотамијска
Антиохија Месопотамијска (грч. Ἀντιόχεια τῆς Μεσοποταμίας) био је један од значајних градских центара у Осроенској краљевини у Месопотамији. Град се налазио недалеко од Едесе, на путу између Нисибиса и Харана. У овом граду се једно вријеме налазило сједиште дукса Месопотамије, све до оснивања Даре.
У разним списима, чак и код истих аутора, град се помиње под различитим именима, а нека од њих су: Константија (Κωνσταντία), Константина (Κωνσταντίνα), Антонинополис, Никефорион (Νικηφόριον), Максимианополис (Μαξιμιανούπολις), Константинополис у Осроени,  Тела, Антиохија Арабијска и Антиохија у Арабији (Ἀντιόχεια ἡ Ἀραβική). 
Према Плинију Старијем, град је основао Селеук I Никатор, послије смрти Александра Великог. Према ромејском (византијском) историчару Јовану Малали, град је подигао римски цар Константин I на мјесту бившег Максимианополиса, који је лежао разорен од Персијанаца и од земљотреса.
У једном документу, град се под именом Константина, или Тела, помиње као сједиште епископије, чији је епископ Софроније узео учешће на Антиохијском сабору 445. године. 
Јаков Барадеј, сиријски миафизит, рођен је у околини и био је монах у оближњем манастиру.
Град је пао под арапску власт 639. године.